# Ventilation non invasive

Système de ventilation non-invasive (2014).

La ventilation non invasive (VNI) est l'emploi de l'une ou de l'autre des méthodes d'assistance ventilatoire mécanique non invasive, c'est-à-dire sans recours à l’abord endotrachéal (intubation et trachéotomie).

## Historique
Sa première utilisation date du début des années 1980. Elle a pris progressivement son essor, concernant plus du tiers des patients ventilés, durant les années 2000.

## Technique
Le but de la VNI est d'assister le travail respiratoire du patient en assurant une ventilation alvéolaire satisfaisante, en administrant de l'air enrichi ou non en oxygène grâce à un masque couvrant le nez (masque nasal), puis le nez et la bouche si besoin (bucco-nasal ou facial), assurant une étanchéité vis-à-vis de l'air extérieur. Un masque céphalique, recouvrant les yeux également, peut être utilisé. Un masque uniquement nasal, souvent mieux toléré, impose la fermeture de la bouche pour éviter des fuites buccales et donc un asynchronisme avec le ventilateur.
On distingue quatre grands modes ventilatoires : 
Dans le langage courant, le terme VNI est utilisé dans le cadre du traitement des pathologies obstructives et restrictives créant une hypercapnie détectée par une analyse des gaz du sang. Concernant le traitement des pathologies respiratoires du sommeil comme l'apnée du sommeil, on parle alors de traitement par CPAP ou PPC.
- CPAP : Continuous Positive Airway Pressure (ou Pression Positive Continue, PPC), ou la pression délivrée durant l'inspiration et l'expiration reste la même. Ceci permettant d'éviter le collapsus des voies aériennes supérieures survenant dans le cadre du syndrome d'apnées obstructives du sommeil (SAOS).
- VSAI : Ventilation spontanée avec Aide Inspiratoire, où la pression d'insufflation est augmentée durant l'inspiration. Appelée aussi ventilation à deux niveaux de pression. Souvent utilisée chez les patients apnéïques nécessitant de fortes pressions rendant le traitement inconfortable. C'est un mode de traitement peu utilisé de nos jours du fait d'une meilleure tolérance des modes de VNI tels que le mode ST.
- ST : Spontané Timé, permet le maintien de l’ouverture des voies aériennes avec l'utilisation d'une pression expiratoire positive (PEP), une Aide Inspiratoire (AI) est insufflée à chaque demande du patient. Une fréquence de sécurité (FR) est réglée sur la machine permettant d'assurer un nombre minimum de cycles respiratoires par minute. Ce mode est utilisé dans l'objectif d'améliorer le rinçage du gaz carbonique qui s'accumule dans les poumons dans les pathologies respiratoires obstructives (BPCO, dilatation des bronches) ou restrictives (SLA, SOH).
- PAC : Pression Assistée Contrôlée qui permet de prendre entièrement en charge le travail ventilatoire dans les pathologies les plus lourdes ou dans les évolutions les plus lointaines des pathologies dégénératives. Ce mode, contrairement aux deux précédents ne laisse pas le choix au patient de déclencher l'envoi de l'aide inspiratoire (AI) qui lui est fournie obligatoirement, à un rythme prédéfini.

Les machines utilisées peuvent être spécifiques à la ventilation non invasive, ou polyvalentes, servant également lors d'une ventilation mécanique traditionnelle.
Cette technique permet, dans un certain nombre de cas, de se passer d'intubation trachéale, geste très inconfortable et dont la mise en place nécessite une sédation. En cas d'échec, une ventilation assistée traditionnelle est toujours possible. La ventilation non invasive diminue significativement le risque de complications infectieuses, la durée de séjour en réanimation et la mortalité, comparativement à une ventilation sur tube endotrachéal.

## Indications
Le recours à cette technique se fait habituellement en cas de détresse respiratoire non améliorée rapidement par des moyens médicamenteux et chez un patient encore conscient et coopérant.
On peut utiliser la ventilation non invasive dans les cas suivants :
- Œdème aigu du poumon cardiogénique[8],
- Décompensation de broncho-pneumopathie chronique obstructive (ST)
- Insuffisance respiratoire hypercapnique non épuisée (ST)[9]
- Hypoventilation alvéolaire de l’obèse (ST)
- Asthme
- Mucoviscidose, en cas d'insuffisance respiratoire (ST puis PAC)
- Syndrome d'apnées-Hypopnées du sommeil (CPAP)
- en relais d'une ventilation mécanique traditionnelle[10].

L'utilité d'une ventilation non invasive est plus discutée dans les exacerbations d'asthme.

## Contre-indications
On ne doit pas utiliser la ventilation non invasive dans les cas suivants :
- Absence de ventilation spontanée, en particulier en cas de réanimation d'un arrêt cardiaque
- Troubles de conscience (score de Glasgow inférieur à 10)
- Administration d’hypnotiques ou de sédatifs
- Autre défaillance viscérale associée
- Hémorragie digestive haute, vomissements, syndrome occlusif : tout cas comportant un risque d'inhalation de liquide digestif
- Instabilité hémodynamique, insuffisance cardiaque droite
- Troubles du rythme cardiaque
- Traumatisme facial, chirurgie ORL ou maxillo-faciale (masque ne pouvant dans ce cas être étanche, ou dont le maintien peut se révéler douloureux)
- Obstruction des voies aériennes supérieures
- Toux inefficace